# Tono Suratman
Tono Suratman (eigentlich Suhartono Suratman; * 6. September 1952 in Makassar, Indonesien) ist ein Offizier der indonesischen Armee TNI. Von 1998 bis 1999 war er als Kommandant des Militärbezirks (Komandan Korem 164/Wira Dharma) der oberste militärische Befehlshaber im von Indonesien besetzten Osttimor. Suratman wird für diverse Menschenrechtsverletzungen am Ende der Besatzungszeit von August 1998 bis zum indonesischen Abzug im September 1999 mitverantwortlich gemacht.

## Werdegang
Suratman schloss die Militärakademie 1975 ab. Für eine ungenannte Zeit kommandierte er bis 1996 die indonesischen Truppen im Combat Sector A im Osten von Osttimor. Dann übernahm er das Kommando der Kopassus-Gruppe 3, einer Ausbildungseinheit in Batujajar (Westjava). In dieser Einheit wurden auch osttimoresische Milizenführer trainiert. In dieser Zeit absolvierte Suratman auch eine Ausbildung in Großbritannien. Am 10. Juni 1998 wurde Oberst Suratman zum Oberbefehlshaber der indonesischen Streitkräfte in Osttimor ernannt, nachdem sein Vorgänger bei einem Hubschrauberabsturz ums Leben kam. Suratman behielt dabei das Kommando über die Kopassus-Gruppe 3, so dass die Versorgung der paramilitärischen Gruppen mit Waffen über die Kopassus weiter gesichert war.
Im August 1998 traf Suratman die Milizenführer João da Costa Tavares, Eurico Guterres und Câncio de Carvalho. Den Milizenführern wurde erklärt, sie müssten die „Integration“ Osttimors in Indonesien „schützen“. Bei einem Folgetreffen im November beauftragte Suratman Guterres eine Organisation zu gründen, ähnlich der pro-indonesischen Jugendbewegung Garda Paksi, um die Integration zu verteidigen. Im Dezember erklärte Suratman in einem Interview, das Militär würde in jedem Dorf fünf bis zehn Männer ausbilden, um gegen die Guerilleros der Forças Armadas de Libertação Nacional de Timor-Leste (FALINTIL) zu kämpfen. Als mm 27. Januar 1999 Indonesiens Präsident Bacharuddin Jusuf Habibie seine Bereitschaft verkündete, ein am 30. August ein Unabhängigkeitsreferendum durchzuführen, stand Suratman dem offen kritisch gegenüber. Im Februar traf er sich erneut mit Milizionären und forderte die zum Handeln auf. Die TNI würde sie unterstützen. Ab diesen Zeitpunkt wurde das Büro Suratmans zur zentralen Organisationsstelle der pro-indonesischen Milizen in Osttimor, neben der Satuan Gabungan Intelijen (SGI) der Kopassus. Der Milizionär Hermino da Costa erklärte in einem Interview, Suratman habe den Milizen erlaubt, Häuser von Unabhängigkeitsbefürwortern von FRETILIN und CNRT anzugreifen und sie zu töten, solange die Milizionäre keine gewöhnlichen Verbrechen begingen, wie etwa Autodiebstahl oder der Raub von Nahrungsmitteln.
Weitere Treffen mit Milizionären folgten. So am 11. Mai 1999, ein von Suratman organisiertes Geheimtreffen der Milizenchefs, der örtlichen Militärchefs, des Geheimdienstes und der Polizei, bei dem Pläne zu Gewalttaten gegen Unabhängigkeitsaktivisten besprochen wurden. Die Organisation der Maßnahmen übernahmen die Politiker Domingos Maria das Dores Soares und Armindo Soares Mariano. Am 18. Juni wurden Maßnahmen besprochen, falls das Referendum stattfinden und zu Ungunsten von Indonesien ausfallen würde. Osttimor sollte dann unter den Milizen in Operationsbereiche aufgeteilt werden. Am 24. Juli folgte eine Konferenz, auf dem als Strafmaßnahme die Taktik „Verbrannte Erde“ angewendet werden sollte. Polizei und Militär sollten dabei die Aitarak-Miliz unterstützen, die im Vordergrund operieren sollte.
In einem Interview mit einem australischen Fernsehsender im Juni 1999 vor dem Referendum erklärte Suratman:

„I want to give you this message: If the pro-independence side wins, it is not going to be just the government of Indonesia that has to deal with what follows. The UN and Australia are also going to have to solve the problem, for there will be no limit. Everything is going to be destroyed. East Timor will not exist as it does now. It’ll be much worse than 23 years ago.“

Ähnliche Aussagen folgten auch später. Die Mission der Vereinten Nationen in Osttimor (UNAMET) begann Druck auf Indonesien auszuüben, Offiziere, die die Gewalt der Milizen förderten, abzuziehen. Suratman wurde daher am 13. August 1999 als Oberbefehlshaber durch Oberst Noer Muis abgelöst. Suratman wurde zum Brigadegeneral befördert und zum stellvertretenden Sprecher des TNI-Hauptquartiers ernannt. Als die Wähler sich in dem Referendum für die Unabhängigkeit aussprachen, brach mit der Operation Donner eine letzte Gewaltwelle über Osttimor ein, an der neben den Milizen auch die indonesischen Sicherheitskräfte beteiligt waren.
Die indonesische Untersuchungskommission für Menschenrechtsverletzungen in Osttimor KPP-HAM wirft Suratman vor dabei versagt zu haben, Soldaten unter seinem Kommando daran zu hindern, an Operationen der Milizen teilzunehmen. Auch die Planungstreffen mit den Milizen werden ihm zur Last gelegt. Am 1. Juli 2002 wurde Suratman vor dem indonesischen Ad-hoc-Gericht in Jakarta angeklagt, in besonderem wegen des Kirchenmassakers von Liquiçá und des Massakers im Haus von Manuel Carrascalão im April 1999. Das Kirchenmassaker fand kurz nach der Ankunft von Suratman entsandter Offiziere in Liquiçá statt. Im Falle des Massakers im Haus von Manuel Carrascalão hatte Suratman persönlichein Hilfegesuch mit der Begründung „die TNI ist neutral“ abgelehnt. Am 22. Mai 2003 wurde Suratman freigesprochen, was auf verbreitetes Unverständnis stieß.
In einem Buch bestreitet Suratman eine Verantwortung der TNI für die Gewalt der Milizen. Bei den Osttimoresen seien Konflikte tief verwurzelt, ebenso eine „Kultur der Gewalt“ und des „Bürgerkriegs“. Er habe diese überwinden müssen, um die Abstimmung erfolgreich durchzuführen. Die Serious Crimes Unit in Dili hat keine Zweifel daran, dass Suratman auf Berfehl handelte. In Abwesenheit wurde er am 24. Februar 2003 von den Special Panels for Serious Crimes (SPSC) der Verbrechen gegen die Menschlichkeit für schuldig befunden, gemeinsam mit sechs anderen Führungsfiguren, darunter General Wiranto und Gouverneur José Abílio Osório Soares.
2010 schied Suratman als Generalmajor aus der Armee aus. Von 2011 bis 2015 war er Vorsitzender des Nationalen Sportkomitees KONI. Seit 2016 ist er Chef des KONI-Zentrums.